# Недригайлов, Виктор Иванович
Ви́ктор Ива́нович Недрига́йлов (8 [20] ноября 1865, Курск — 27 апреля 1923, Петроград) — русский советский микробиолог.

## Биография
Родился 8 (20) ноября 1865 года в Курске. Вскоре переехал в Харьков, где в 1893 году окончил Императорский Харьковский университет. С 1894 по 1908 год работал научным сотрудником в Харьковском бактериологическом институте; в 1908 году был избран на должность директора этого института и занимал её до 1914 года.
Специализироваться в бактериологии начал у известного врача и директора бактериологического института В. К. Высоковича. Занимался организацией производства в институте противодифтерийной сыворотки. В целях изучения и освоения этого лекарственного средства Харьковское медицинское общество отправило в 1896 году Недригайлова за границу, где он некоторое время стажировался под руководством ведущих учёных Австрии и Германии, а также в Париже, в Пастеровском институте. Вернувшись в Харьков, он быстро и в больших масштабах наладил приготовление противодифтерийной сыворотки. Совместно со своими сотрудниками С. В. Коршуном и Г. Я. Остряниным он разработал способ повышения содержания дифтерийного антитоксина в сыворотке. Харьковская сыворотка стала эталоном при производстве этого препарата во многих медицинских и фармацевтических центрах.
Также благодаря инициативе, знаниям, организаторскому таланту и энергии Виктора Ивановича Недригайлова в Харьковском бактериологическом институте было налажено производство противострептококковой, противодизентерийной и противохолерной вакцины. Он организовал отдел Бактериологического института на Всероссийской технической выставке в Санкт-Петербурге.
В течение нескольких лет он редактировал «Харьковский медицинский журнал», читал лекции на созданных им в Институте бактериологических курсах.
В 1914 году переехал в Петербург. С 1914 по 1923 год занимал должность заведующего отделом Института экспериментальной медицины, одновременно преподавал в женском медицинском институте. С 1918 года был членом Петроградской вакцинно-сывороточной комиссии, руководимой Д. К. Заболотным и Н. Ф. Гамалеей. 
Скончался 27 апреля 1923 года в Петрограде.

## Научная деятельность
В. И. Недригайлов — автор 60 научных работ, относящихся к области бактериологии и иммунологии, главным образом по дифтерии, бешенству, холере. Кроме разработки метода приготовления иммунной сыворотки с большим содержанием дифтерийного антитоксина он предложил один из методов иммунологической диагностики холеры и метод вакцинации против газовой гангрены (с использованием в качестве антигена не культур микробов, а сукровичной жидкости и материала из измененных мышц). 